# GFortran
GFortran – jeden z podprojektów GNU GCC, będący kompilatorem języka Fortran według standardu f95. Ma zastąpić g77, który był dołączany do wydań kompilatora GCC poprzedzających wersję 4.0.